# Jeff Nichols
Jeff Nichols (Little Rock, Arkansas, 1978. december 7. –) amerikai filmrendező, forgatókönyvíró.
Fontosabb rendezései közé tartozik a Fegyverek és emberek (2007), a Take Shelter (2011), a Mud (2012), az Éjféli látomás (2016) és a Loving (2016).

## Munkássága
A University of North Carolina School of the Arts egykori hallgatójaként első filmje a Fegyverek és emberek (2007) volt, melynek főszerepére Michael Shannon színészt szemelte ki és egy tanárán keresztül vette fel vele a kapcsolatot. Érdekesség, hogy Nichols minden filmjében szerepelteti Shannont, fő- vagy mellékszereplőként.
Később nagyobb független filmes projekteket vállalt és elkészítette a 2011-es Take Shelter című lélektani thrillert (szintén Shannon főszereplésével), valamint a 2012-es Mud című filmet (ebben Matthew McConaughey a főszereplő és mellékszerepben Shannon is feltűnik). Utóbbi film részt vett a 2012-es Cannes-i fesztivál Arany Pálmáért zajló versenyén.
2016-os Éjféli látomás című sci-fi drámájával a 66. Berlini Nemzetközi Filmfesztivál Arany Medve díjáért versenyzett. Ugyanebben az évben Nichols megrendezte a Loving című drámát. A film a Loving v. Virginia elnevezésű, jelentős polgárjogi pert dolgozta fel. A filmet számos díjra jelölték; a férfi főszereplőt, Joel Edgertont Golden Globe-díjra, a női főszereplőt, Ruth Neggát pedig Oscar- és Golden Globe-díjra.
2018-ban Nichols a Long Way Back Home című rövidfilmet írta és rendezte meg, Shannon főszereplésével. A mű történetét Ben Nicholsnak, a rendező testvérének egy azonos című dala ihlette, melyet Lucero nevű zenekarával írt.

## Filmográfia
| Év   | Magyar cím           | Eredeti cím                    | Feladatkör | Feladatkör | Feladatkör |
| Év   | Magyar cím           | Eredeti cím                    | Rendező    | Író        | Producer   |
| ---- | -------------------- | ------------------------------ | ---------- | ---------- | ---------- |
| 2007 | Fegyverek és emberek | Shotgun Stories                | Igen       | Igen       | Igen       |
| 2011 |                      | Take Shelter                   | Igen       | Igen       | Nem        |
| 2012 | Mud                  | Mud                            | Igen       | Igen       | Nem        |
| 2014 | Ördögfióka           | Hellion                        | Nem        | Nem        | Vezető     |
| 2016 | Éjféli látomás       | Midnight Special               | Igen       | Igen       | Nem        |
| 2016 | Loving               | Loving                         | Igen       | Igen       | Nem        |
| 2016 |                      | In the Radiant City            | Nem        | Nem        | Igen       |
| 2018 |                      | Long Way Back Home (rövidfilm) | Igen       | Igen       | Nem        |
| 2023 | Motorosok            | The Bikeriders                 | Igen       | Igen       | Nem        |

## Fordítás
- Ez a szócikk részben vagy egészben  a   Jeff Nichols című angol Wikipédia-szócikk fordításán alapul.  Az eredeti cikk szerkesztőit annak laptörténete sorolja fel. Ez a jelzés csupán a megfogalmazás eredetét és a szerzői jogokat jelzi, nem szolgál a cikkben szereplő információk forrásmegjelöléseként.